# Vomique
La vomique est le rejet par la bouche d'apparition brutale d'une collection purulente ayant pénétré par effraction dans les voies respiratoires. Elle est généralement en rapport avec un abcès aigu du poumon ou une pleurésie purulente. Le terme « vomique » vient de l'abondance des expectorations.

## Locution
Noix vomique : graine vénéneuse provenant du vomiquier, riche en strychnine.